# 2018年亞洲運動會體操比賽
2018年亞洲運動會體操比賽為第十八屆亞洲運動會的其中一項競賽項目，共產生18面金牌；賽事於2018年8月20日至8月30日期間在雅加達國際展覽中心D2館舉行。比赛共设18个项目，共有206名运动员参加。

## 獎牌統計

### 國家獎牌榜
| 排名 | 国家／地区 | 金牌 | 银牌 | 铜牌 | 總數 |
| ---- | ---------- | ---- | ---- | ---- | ---- |
| 1    | 中国       | 10   | 6    | 7    | 23   |
| 2    | 韩国       | 2    | 1    | 2    | 5    |
| 3    | 中华台北   | 2    | 1    | 1    | 4    |
| 4    |            | 2    | 0    | 1    | 3    |
| 5    | 朝鲜       | 1    | 2    | 3    | 6    |
| 6    | 中国香港   | 1    | 0    | 0    | 1    |
| 7    | 日本       | 0    | 4    | 3    | 7    |
| 8    |            | 0    | 3    | 0    | 3    |
| 9    | 印度尼西亚 | 0    | 1    | 1    | 2    |
| 总计 | 总计       | 18   | 18   | 18   | 54   |

### 項目獎牌榜

#### 男子競技體操
| 項目     | 金牌                                                   | 银牌                                                                 | 铜牌                                                            |
| 團體     | 中国（CHN） · 鄧書弟 · 林超攀 · 孫煒 · 肖若騰 · 鄒敬園 | 日本（JPN） · 千葉健太 · 長谷川智將 · 前野風哉 · 野野村笙吾 · 谷川翔 | 韩国（KOR） · 金漢率 · 李赫中 · Lee Jae-seong · 李俊昊 · 朴民树 |
| 個人全能 | 林超攀 · 中国（CHN）                                   | 野野村笙吾 · 日本（JPN）                                             | 肖若騰 · 中国（CHN）                                            |
| 地板     | 金漢率 · 韩国（KOR）                                   | 唐嘉鴻 · 中华台北（TPE）                                             | 林超攀 · 中国（CHN）                                            |
| 鞍馬     | 李智凱 · 中华台北（TPE）                               | 鄒敬園 · 中国（CHN）                                                 | 孫煒 · 中国（CHN）                                              |
| 吊環     | 鄧書弟 · 中国（CHN）                                   | 野野村笙吾 · 日本（JPN）                                             | 陳智郁 · 中华台北（TPE）                                        |
| 跳馬     | 石偉雄 · 中国香港（HKG）                               | 金漢率 · 韩国（KOR）                                                 | Agus Prayoko · 印度尼西亚（INA）                                |
| 雙槓     | 邹敬园 · 中国（CHN）                                   | 肖若腾 · 中国（CHN）                                                 | 千葉健太 · 日本（JPN）                                          |
| 單槓     | 唐嘉鴻 · 中华台北（TPE）                               | 孫煒 · 中国（CHN）                                                   | 肖若騰 · 中国（CHN）                                            |

#### 女子競技體操
| 項目     | 金牌                                                 | 银牌                                                                                   | 铜牌                                                               |
| 團體     | 中国（CHN） · 劉津茹 · 刘婷婷 · 陳一樂 · 章瑾 · 羅歡 | 朝鲜（PRK） · Jon Jang-mi · Jong Un-gyong · Kim Su-jong · Kim Won-yong · Pyon Rye-yong | 日本（JPN） · 塙颯香 · 中路紫帆 · 中村有美香 · 內山由綺 · 湯元優佳 |
| 個人全能 | 陳一樂 · 中国（CHN）                                 | 羅歡 · 中国（CHN）                                                                     | Kim Su-jong · 朝鲜（PRK）                                          |
| 跳馬     | 吕书晶 · 韩国（KOR）                                 | 奧克薩娜·丘索維金娜 · （UZB）                                                          | Pyon Rye-yong · 朝鲜（PRK）                                        |
| 高低槓   | 刘婷婷 · 中国（CHN）                                 | 羅歡 · 中国（CHN）                                                                     | Jon Jang-mi · 朝鲜（PRK）                                          |
| 平衡木   | 陈一乐 · 中国（CHN）                                 | Kim Su-jong · 朝鲜（PRK）                                                              | 章瑾 · 中国（CHN）                                                 |
| 地板     | Kim Su-jong · 朝鲜（PRK）                            | Rifda Irfanaluthfi · 印度尼西亚（INA）                                                 | 中路紫帆 · 日本（JPN）                                             |

#### 韻律體操
| 項目     | 金牌                                                                  | 银牌                                                                                    | 铜牌                                                                |
| 團體     | （KAZ） · Dayana Abdirbekova · 阿林娜·阿季尔哈诺娃 · Adilya Tlekenova | （UZB） · Asal Ikramova · Dildora Rakhmatova · Sabina Tashkenbaeva · Nurinisso Usmanova | 韩国（KOR） · Kim Chae-woon · Kim Joo-won · Lim Se-eun · Seo Go-eun |
| 個人全能 | 阿林娜·阿季尔哈诺娃 · （KAZ）                                         | Sabina Tashkenbaeva · （UZB）                                                           | 赵雅婷 · 中国（CHN）                                                |

#### 彈翻床
| 項目     | 金牌                 | 银牌               | 铜牌                          |
| 男子個人 | 董栋 · 中国（CHN）   | 高磊 · 中国（CHN） | 皮尔马迈德·阿利耶夫 · （KAZ） |
| 女子個人 | 刘灵玲 · 中国（CHN） | 森光 · 日本（JPN） | 朱守李 · 中国（CHN）          |

## 外部連結
- Artistic Gymnastics at the 2018 Asian Games
- Rhythmic Gymnastics at the 2018 Asian Games
- Trampoline Gymnastics at the 2018 Asian Games